# ایان بوتهام
ایان بوتهام (انگلیسی: Ian Botham؛ زادهٔ ۲۴ نوامبر ۱۹۵۵) سیاست‌مدار اهل بریتانیا است.
وی همچنین برندهٔ جوایزی همچون شوالیه (عنوان) شده‌است.
از باشگاه‌هایی که در آن بازی کرده‌است می‌توان به باشگاه فوتبال اسکانتورپ یونایتد و باشگاه فوتبال یئوویل تاون اشاره کرد.